# SN 2006hb
SN 2006hb – supernowa typu Ia odkryta 27 września 2006 roku w galaktyce M-04-12-34. W momencie odkrycia miała maksymalną jasność 15,70m.